# Torre Embriaci
La Torre Embriaci, également appelée Torre degli Embriaci, située dans la partie la plus ancienne de Gênes, celle où se trouvait jadis le castrum, est liée au nom de ce Guglielmo Embriaco qui « croisé [...] est revenu victorieux de Césarée ». C'est la seule des nombreuses tours situées dans le centre historique actuel de Gênes à avoir été épargnée par l'édit de 1196 qui voulait réduire à 80 palmes (soit environ 20 mètres) toutes les tours de la ville.   

## Histoire de la tour
La construction de la tour est liée au nom du célèbre Guglielmo Embriaco qui, avec la flotte de Primo di Castello, s'est distingué lors de la conquête chrétienne de Jérusalem en 1099. En 1101, Embriaco a été élu par la république de Gênes Consul exercitus ianuensis et a pris possession d'Arsouf et de Césarée ; le riche butin, qui a contribué à soutenir la poursuite coûteuse du chantier de construction de la cathédrale de Gênes, comprenait le Sacro Catino parmi d'autres objets précieux. Aujourd'hui conservé au Musée du Trésor de la cathédrale de San Lorenzo, pendant des siècles, il a été considéré comme une émeraude dans laquelle (selon la tradition) le Christ aurait mangé l'agneau pascal. 
La construction de la tour peut être datée au début du XIIe siècle. La structure massive en gros blocs de pierre rustiquée, est haute de 41 mètres. Dans la ville, d'autres tours médiévales en pierre, maintenant coupées au sommet, sont situées dans la Via di Canneto il Lungo, Vico Dietro il Coro di San Luca et près du port. La Torre Embriaci est en fait l'une des rares à avoir survécu à une ordonnance de 1196 qui imposait la réduction de la hauteur de toutes les tours de la ville et est également l'une des rares, politiquement connotées, épargnée par des changements périodiques de gouvernement. En fait, le Podestat Drudo Marcellino avait ordonné qu'aucune tour ne puisse dépasser la hauteur de 80 palmes (environ 20 mètres). Alors que toutes les autres tours (jusqu'à 66 à Gênes jusqu'au XIIIe siècle, 33 à la fin du XVe siècle) ont été arasées, une plaque placée à sa base rappelle que la Torre degli Embriaci - 165 palmes de haut - a été épargnée, peut-être en mémoire de la glorieuses réalisations de Guglielmo Embriaco en Terre Sainte. La tour a été soumise en 1926 à une restauration intégrale qui a vu l'ajout des créneaux des Guelfes. 

## Articles associés
- Guglielmo Embriaco